# Лобанов, Николай Родионович
Никола́й Родио́нович Лоба́нов (28 ноября 1882, Москва — 1959, Москва) — известный авиаконструктор, основатель русской зимней авиации, изобретатель первого снеголёта, директор Московского аэродрома на Ходынском поле.

## Биография

### Семья
Николай Родионович Лобанов родился 28 ноября 1882 года в Москве. Его отец, Родион Лобанов был государственным крестьянином восточного Урала, участником обороны Севастополя. Мать была помещичьей крестьянкой из Тульской губернии.

### Образование
В 1891 году Н. Р. Лобанов поступил в начальную трёхлетнюю школу, которую окончил в 1894 году. С 1894 по 1900 годы учился в шестиклассной школе. С 1900 по 1902 годы учился в Производственной школе при Московском вокзале Белорусской железной дороги. С 1902 по 1904 году обучался в реальном училище.
В 1904 году поступил в Высшее московское техническое училище (ВМТУ), в котором тогда преподавал Н. Е. Жуковский. Профессор заметил подающего надежды студента и постепенно приобщил его к воздухоплаванию, которое лишь начинало развиваться в России в то время. Лобанов начал мечтать о конструировании собственного летательного аппарата. Идеи студента одобрил Н. Е. Жуковский, и по его протекции Николай Лобанов организовал при училище кружок, членом которого был А. Н. Туполев, впоследствии известный советский конструктор. При непосредственном участии Н. Е. Жуковского Николай Лобанов в 1910 году сконструировал свой первый самолёт из бесшовных труб, получивший название Л-1 «Птенец».
Известно, что Николай Лобанов был арестован за участие в студенческих волнениях (1905 г.). С помощью знакомого казачьего офицера родным удалось освободить юношу. Не склонный к компромиссам, он после революции не был востребован. Выдающиеся изобретения короткого дореволюционного творческого периода не приносили после 1917 года ему каких-либо материальных благ и общественного признания, но позволяли сохранять самоуважение.

## Изобретения
В 1912 году Николай Лобанов был назначен заведующим Московским аэродромом при московском Обществе воздухоплавания. Здесь он начал осуществлять свои смелые конструкторские проекты.
Тогда русская авиация могла функционировать лишь в весенне-летний период, а во время зимних месяцев простаивала. Это побудило Николая Лобанова начать работу в области разработки первых лыжных ходов для самолётов. В начале 1913 года самолёты, снабжённые лыжами Лобанова, были протестированы на Московском аэродроме. Результаты были превосходными. В феврале того же года «снеголёты» Лобанова были продемонстрированы журналистам и публике.
В 1915 году Николай Лобанов организовал Московский аэротехнический завод и в течение 1915 и 1916 годов поставил на лыжный ход множество русских самолётов, принявших участие в Первой мировой войне.
Таким образом, Николай Лобанов стоял у истоков русской зимней авиации. Её началом принято считать январь 1913 года, когда прошли первые испытания «снеголётов» Лобанова на Московском аэродроме.
Среди других изобретений русского инженера-механика: подшипник с циркулярной смазкой (1911 г.), самолёт-корабль «Л-3» (1916), шкив-пропеллер (1916), автосани (1910-е годы), водяная лыжа-поплавок (1926), бревноконвейер (конец 1920-х гг.).